# 大留镇镇
大留镇镇，是中华人民共和国河北省廊坊市文安县下辖的一个乡镇级行政单位。

## 行政区划
大留镇镇下辖以下地区：
小留镇村、霍村、韩留镇村、大李村、小李村、黄李村、北李村、花木厂村、西店村、东店村、南富花村、巨富花村、王富花村、刘富花村、北富花村、胡屯村、小王东村、大齐观村、小齐观村、靳村、小务村、石桥村、彩家务村、孟庄子村、大留镇村和小务农场。